# Marcel·lí Gausachs i Gausachs
Marcel·lí Gausachs i Gausachs (1891 in Barcelona – 23. Dezember 1931 ebendort) war ein spanischer Fotograf, der überwiegend in der Region Katalonien arbeitete, aus welcher er stammte.

## Leben und Werk
Die Duplizität des Familiennamens zeigt an, dass er sowohl väter-, als auch mütterlicherseits aus der Familie Gausachs stammte. Über sein Leben ist wenig bekannt. Er war Mitglied des 1876 gegründeten Wanderclubs von Katalonien, der über eine eigene Fotoabteilung verfügte, und spezialisierte sich auf Stereoskopien. Bei dieser Technik werden zeitgleich zwei Bilder aus leicht unterschiedlicher Position aufgenommen. Der Betrachter zeigt jedem Auge ein anderes Bild, wodurch die Illusion von Dreidimensionalität entsteht. Marcel·lí Gausachs i Gausachs konzentrierte sich auf Architektur, Landschaft und Handwerk. Er fotografierte überwiegend in Spanien, fallweise auch in Frankreich und Belgien.
Die Biblioteca de Catalunya verfügt über 349 seiner Fototafeln, 230 Negative und 119 Positive. Sie zählen zur Memòria Digital de Catalunya, dem digitalen Kulturgut Kataloniens.

## Galerien

### Stereoskopien

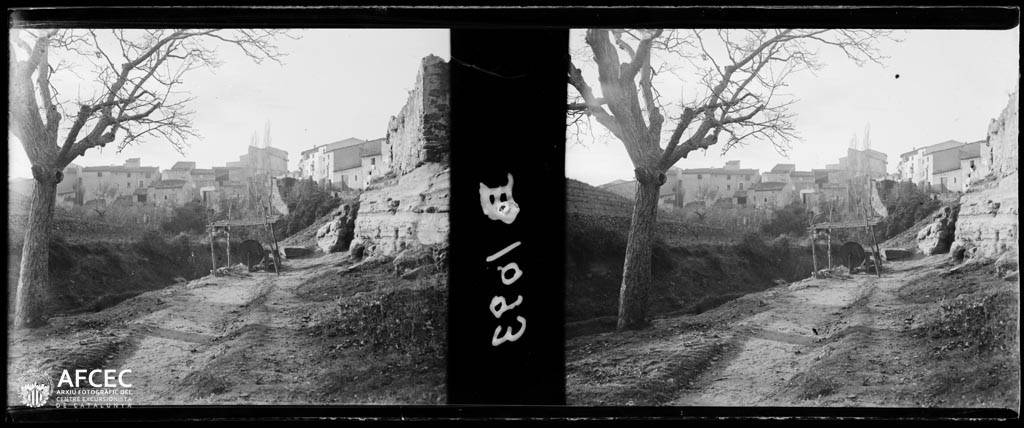
Cornudella
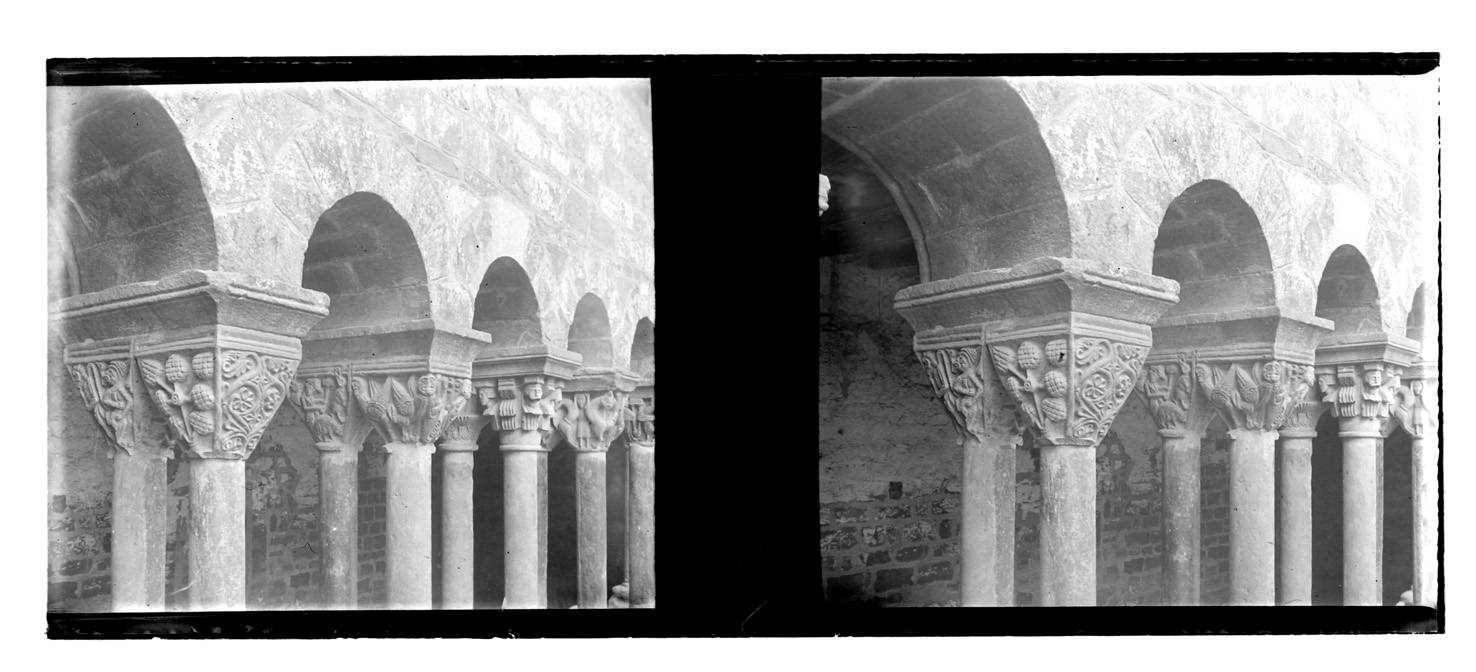
S. Maria de l'Estany
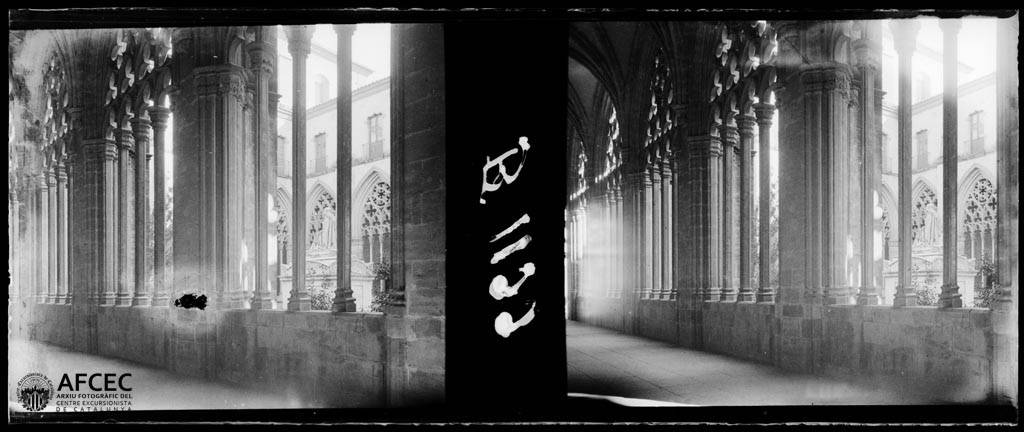
Vic

### Spanien

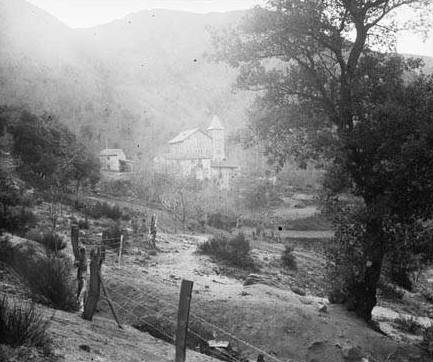
Arola de Viladrau
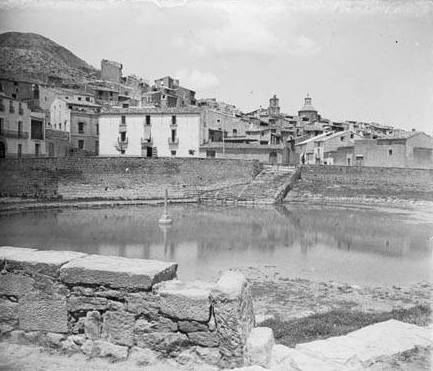
Calaceit
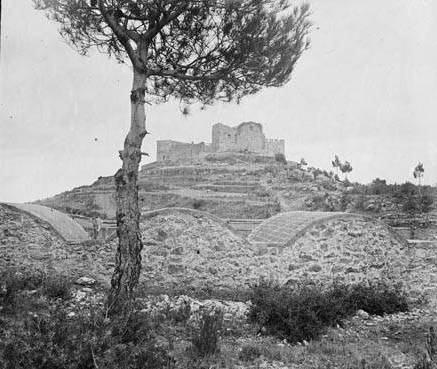
Puig de la Creu

### Belgien, Frankreich

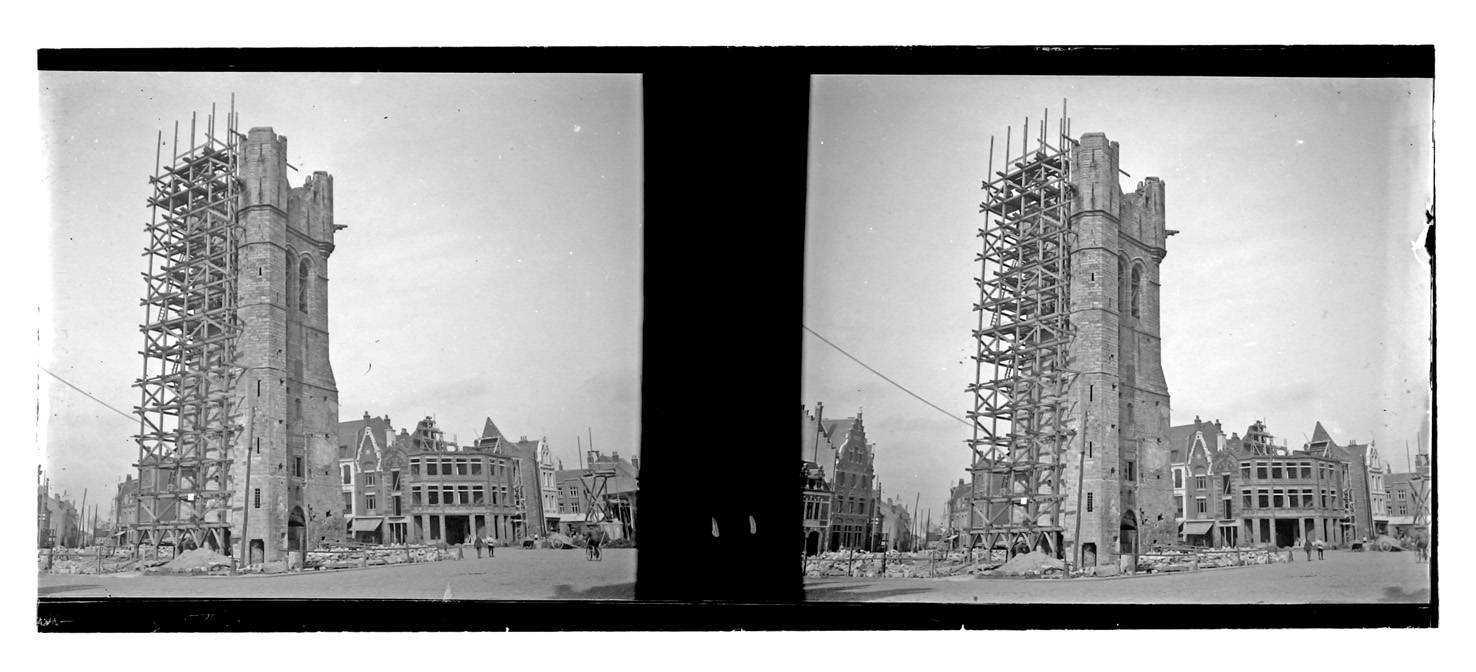
Béthune
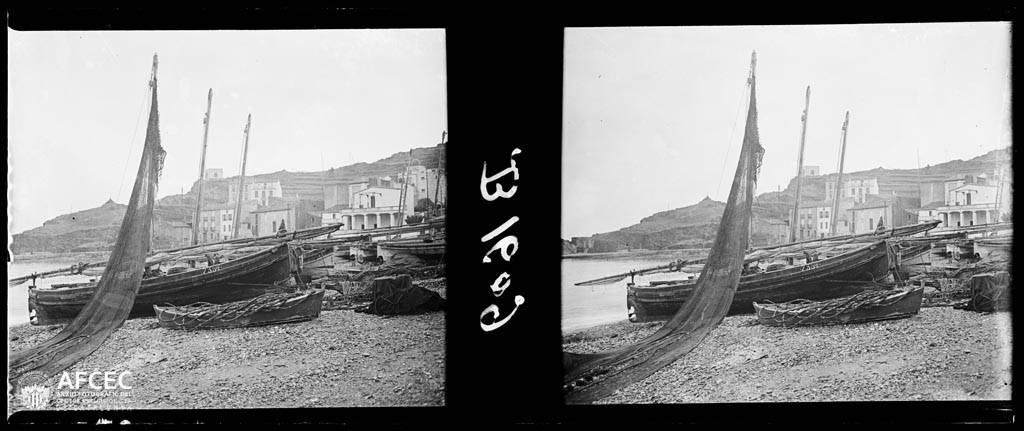
Cotlliure
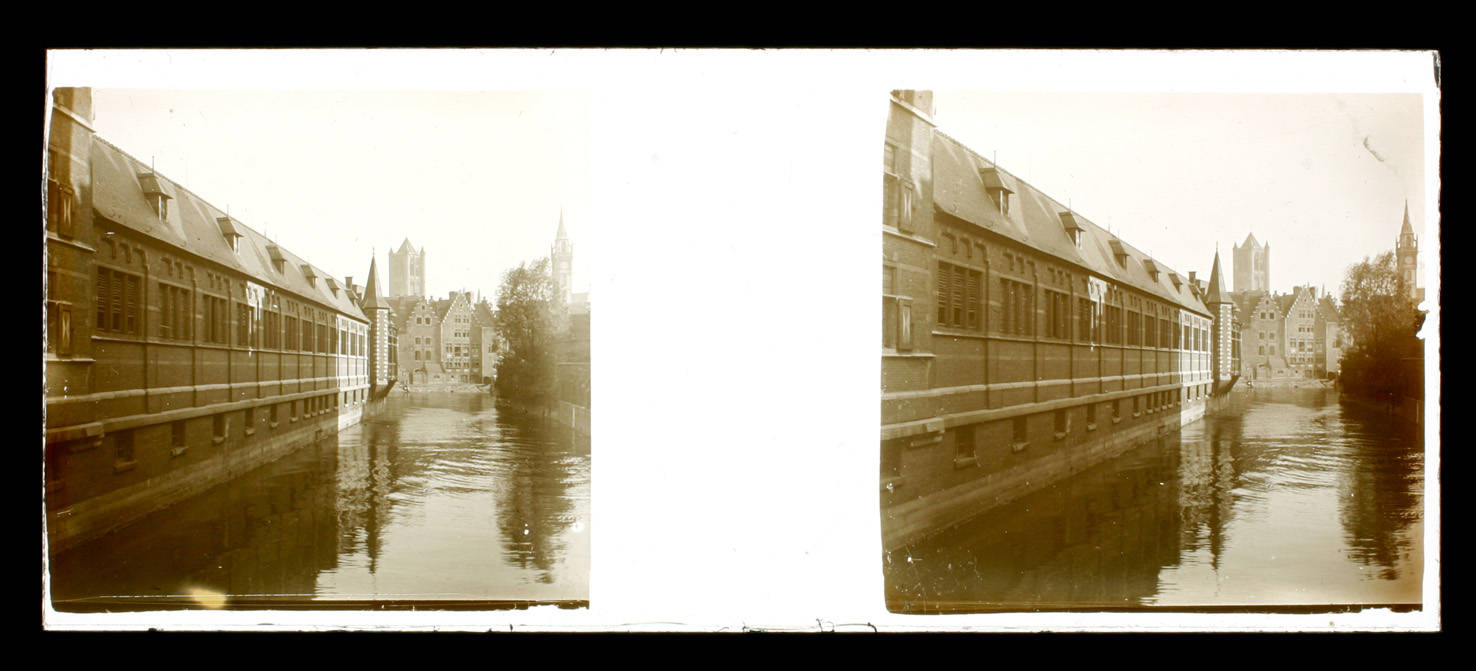
Gent

## Sammlung
- Fons fotogràfic Marcel·lí Gausachs, Biblioteca de Catalunya